# Ondřej Zmeškal
Ondřej Zmeškal (* 12. ledna 1991, Nový Telečkov) je český spisovatel, blogger a sportovec – nevidomý triatlonista.

## Biografie
Ondřej Zmeškal se narodil v roce 1991 v Novém Telečkově, po narození byl umístěn do inkubátoru, kde přišel o zrak v jednom oku. Nadále se však věnoval sportu a následně se vyučil zahradníkem. V 19 letech přišel o zrak i ve druhém oku, protože z důsledků stěhování nábytku došlo k odchlípnutí sítnice, po několika operacích se zrak nevrátil a přišel tak o zrak úplně. Postupně se vrátil k práci zahradníka a v roce 2015 se začal věnovat běhu. V roce 2016 se zúčastnil maratonu na Velké čínské zdi v Číně. Medaili ze závodu následně vydražil v rámci podpory chlapce se svalovou dystrofií. Roku 2017 absolvoval Ironmann Regensburg v čase 11 hodin. V roce 2018 přeběhl v rámci podpory pro slepé děti Českou republiku, při běhu získal 280 tisíc Kč pro slepé děti a jejich lepší přístup ke sportu. Také se zúčastnil paratriatlonu v Lausanne. Zúčastnil se také světového poháru v Besanconu. V roce 2019 se chystal na kvalifikační závod v triatlonu v Abu Dabí, kde měl v plánu kvalifikovat se na paralympijské hry v Tokiu v roce 2020.
Nakonec se rozhodl usilovat o kvalifikaci až na příští paralympijské hry. V roce 2021 oznámil, že absolvuje trať závodu Tour de France jako první nevidomý cyklista. Nakonec trasu absolvoval s trasérem Markem Peterkou, ujeli 3414 kilometrů. V roce 2023 získal titul mistra světa v ironmanské distanci v norském triatlonu Zalaris Norseman Xtreme Triathlon.
Věnuje se blogování a napsal knihu o maratonu v Číně. Je podporován charitou Iron People. Je ambasadorem dárců Fóra dárců.

## Ocenění
Byl oceněn v anketě Sportovec kraje Vysočina v roce 2021 v kategorii Zdravotně postižený sportovec. V roce 2022 byl oceněn Dřevěnou medailí Kraje Vysočina. Byl oceněn v anketě Sportovec kraje Vysočina v roce 2022 v kategorii Zdravotně postižený sportovec. Byl oceněn v anketě Sportovec kraje Vysočina v roce 2023 v kategorii Handicapovaný sportovec. V roce 2024 byl v anketě Sportovec kraje Vysočina oceněn v kategorii Handicapovaný sportovec.